# Carpenter (månekrater)
Carpenter er et nedslagskrater på Månen. Det befinder sig på den nordlige halvkugle på Månens forside, ret nær ved dens rand. På grund af dets placering får perspektivisk forkortning Carpenter til at synes ovalt, når det ses fra Jorden, men det er næsten cirkulært. Krateret er opkaldt efter to astronomer: Den britiske James Carpenter (1840 – 1899) og den amerikanske Edwin F. Carpenter (1898 – 1963).
Navnet blev officielt tildelt af den Internationale Astronomiske Union (IAU) i 1935. 

## Omgivelser
Mod syd er den ydre vold af Carpenterkrateret sluttet til det gamle Anaximanderkrater, og satellitkrateret "Anaximander B" ligger langs den vestlige rand. Mod nordøst ligger Anaximeneskrateret.

## Karakteristika
I geologisk forstand er dette et forholdsvis ungt månekrater, hvis dannelser ikke er eroderet af betydning af senere nedslag. Det er helt sikkert yngre end de omgivende kratere. Den indre væg udviser tegn på sammenfald, særlig langs den østlige side, og der er sket nogen dannelse af terrasser i kratervæggen. Den ydre rand er ikke mærket af småkratere af betydning, men der findes et lille krater langs den syd-sydøstlige indre væg.
Kraterbunden inden for de sammenfaldne indre vægge er ret jævn, men irregulær med mange små høje og bakker. Nær bundens midtpunkt findes en usædvanlig formation: en dobbelt central top med en mindre top forskudt mod vest og en større højderyg forskudt mod øst. Denne ryg løber mod syd til kanten af den indre væg.

## Satellitkratere
De kratere, som kaldes satellitter, er små kratere beliggende i eller nær hovedkrateret. Deres dannelse er sædvanligvis sket uafhængigt af dette, men de får samme navn som hovedkrateret med tilføjelse af et stort bogstav. På kort over Månen er det en konvention at identificere dem ved at placere dette bogstav på den side af satellitkraterets midte, som ligger nærmest hovedkrateret. Carpenterkrateret har følgende satellitkratere:
| Carpenter | Længde  | Bredde  | Diameter |
| --------- | ------- | ------- | -------- |
| T         | 70,2° N | 58,3° V | 9 km     |
| U         | 70,6° N | 57,0° V | 26 km    |
| V         | 71,8° N | 54,1° V | 6 km     |
| W         | 72,3° N | 59,8° V | 10 km    |
| Y         | 71,9° N | 62,7° W | 9 km     |

## Måneatlas
- Billeder af Carpenterkrateret i LPI-måneatlasset